# Porcukor

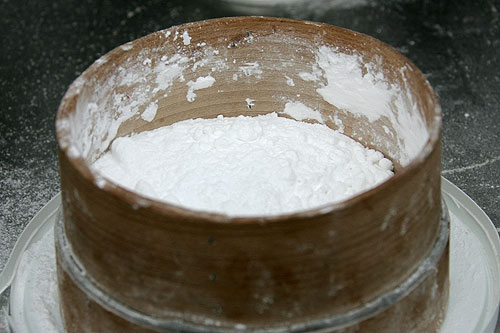
Porcukor

A porcukor nagyon apróra porított cukor. Az otthoni használatra szánt változatban kis mennyiségben olyan anyag is található, mely meggátolja a cukor tömbösödését.
Ipari célra akkor alkalmazzák, ha olyan cukorra van szükség, amely gyorsan felszívódik. A háztartásban elsősorban cukormáznál, cukorbevonatnál vagy sütemények díszítésekor alkalmazzák. Gyakran hintik meg vele a süteményeket, hogy ezzel enyhén még tovább édesítsék és ízlésesen díszítsék.
Többféle finomságú porcukor is létezik, de ezek nem mindegyike kapható Magyarországon. Ahol megkülönböztetik a cukor finomságát, ott a leggyakoribb finomságok az XXX, XXXX, és a 10X. Minél több X van rajta, annál finomabb a cukor porítása. A porcukorhoz gyakran keményítőt, fehér lisztet vagy kalcium-foszfátot kevernek, és így alakul ki a cukorliszt. Emiatt üdítőitalokat nem lehet vele édesíteni. Azonban lehet kapni ipari felhasználásra szánt porcukrot is, melyek nem tartalmazzák ezeket az adalékanyagokat.
Házilag is lehet porcukrot készíteni. A kristálycukrot kávédarálóval megdarálva, vagy mozsárban megtörve porcukor lesz.